# Sara Martins
Sara Martins (Faro, el 19 de agosto de 1977) es una actriz francesa nacida en Portugal. Es conocida en Francia por los distintos papeles que ha interpretado en televisión, cine y teatro. En 2011 su popularidad aumentó fuera de su país tras protagonizar con Ben Miller la coproducción franco-británica Death in Paradise que se rueda en Guadalupe, un archipiélago de las Antillas en el mar Caribe, y que emite la cadena BBC.

## Primeros años
Martins nació en Faro (Portugal) de ascendencia CaboVerdina. Pero a la temprana edad de 3 años se mudó a Francia. En su juventud estudió ballet y fue la primera persona de ascendencia africana en unirse a la Ópera de Lyon. Completó un grado de interpretación en la extremadamente selectiva Academia Nacional de Artes Dramáticas de Francia. Habla Inglés, Francés y Portugués

## Filmografía

### Cine
- 2002: Merguez, panini, kebab, jambon-beurre de Stéphanie Aubriot y Nicolas Acker (cortometraje).
- 2002: Les Amateurs de Martin Valente.
- 2003: Ne quittez pas ! de Arthur Joffé.
- 2004: Les Oiseaux du ciel de Eliane Delatour.
- 2004: Le Botaniste de Francis Manceau.
- 2004: Dans tes rêves de Denys Thybaud.
- 2006: J'invente rien de Michel Leclerc.
- 2006: Fragile(s) de Martin Valente.
- 2006: No se lo digas a nadie de Guillaume Canet.
- 2006: Mes Copines de Sylvie Ayme.
- 2008: L'Heure d'été de Olivier Assayas.
- 2009: Mensch de Steve Suissa.
- 2009: Le Concert de Radu Mihaileanu.
- 2010: Les Petits Mouchoirs, de Guillaume Canet.
- 2011: Le Marquis de Dominique Farrugia.
- 2017: El peso de la mentira
- 2018: Una mentira olvidada de Éric Duret
- 2023: Golpe de suerte de Woody Allen.

### Televisión
- 2000-2003: Police District serie creada para Hugues Pagan.
- 2003: Par amour de Alain Tasma.
- 2005: Les secrets du volcan de Anne-Marie Catois.
- 2006: Disparition de Laurent Carcélès.
- 2006: Les Tricheurs creada por Claude Scasso.
- 2007: Les Mariées de l'isle Bourbon de Euzhan Palcy.
- 2007: Autopsy de Jérôme Anger.
- 2008: Belleville Tour de Zakia Bouchaala y Ahmed Bouchaala.
- 2008: Merci, les enfants vont bien (temporada 4), serie dirigida por Stéphane Clavier.
- 2009: Pigalle, la nuit serie creada por Hervé Hadmar y Marc Herpoux.
- 2010: Un divorce de chien de Lorraine Levy.
- 2011: Signature (serie TV de 6 episodios para France 2) de Hervé Hadmar.
- 2011-2014: Crimen en el paraíso (serie de TV de 24 episodios para France Télévision y la BBC).
- 2011: Insoupçonnable de Benoît d'Aubert.
- 2012: Détectives  de Stéphane Kazandjian y Marc Eisenchteter.
- 2018: Alexandra Ehle
- 2024: Those about to die - Como Cala (Serie de 10 episodios)

### Teatro
- 2002-2003: Minetti de Thomas Bernhard, puesta en escena de Claudia Stavisky, Festival de Aviñón, Théâtre des Célestins, Théâtre de la Ville.
- 2012: Race de David Mamet, puesta en escena de Pierre Laville en el Comédie des Champs Elysées